# Potentilla prostrata
Potentilla prostrata är en rosväxtart som beskrevs av Christen Friis Rottbøll. Potentilla prostrata ingår i Fingerörtssläktet som ingår i familjen rosväxter. Inga underarter finns listade i Catalogue of Life.